# Малое Новоселье

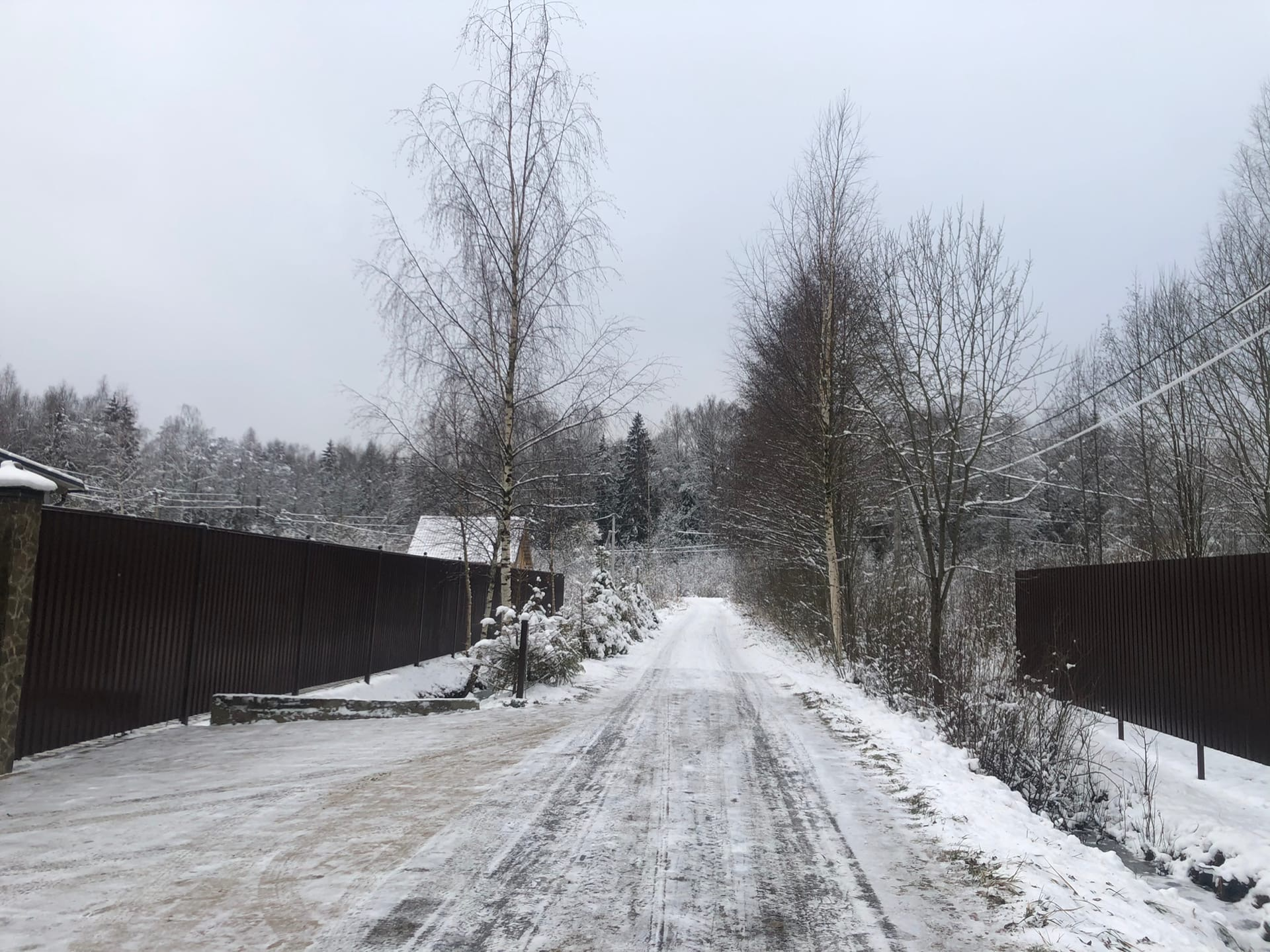

Малое Новоселье — деревня в Конаковском районе Тверской области России, входит в состав Дмитровогорского сельского поселения.

## География
Деревня расположена на берегу Иваньковского водохранилища в Новосельском заливе в 12 км на север от центра поселения села Дмитрова Гора и в 20 км на восток от райцентра города Конаково.

## Население
| 2010 |
| ---- |
| 9    |

## История
Малое Новоселье находилось в двух верстах от известного по мемуарной литературе села Новоселья, рядом с которым в начале XIX века существовала большая усадьба Яковлевых.
Деревня возникла в начале XIX века (предположительно в 1815-17 годах) на земле корчевской вотчины Яковлевых. Усиленное переселение крепостных крестьян происходило в 1822 году, после раздела вотчины между наследниками. В 1847 году произошел новый раздел вотчины и владельцем села Новоселья и деревни Малое Новоселье стал Михаил Васильевич Гурьев. В 1859 году Малое Новоселье состояло из 28 дворов и 140 жителей. По описанию конца XIX века деревня имела постройки в два посада, 40 колодцев и 2 пруда. Дети обучались в земской школе села Новоселья. В 1900 году деревня Малое Новоселье состояла из 18 дворов и 123 жителей. 
В начале 1930-х годов здесь был создан колхоз «Радость».